# St. Benedict (Iowa)
St. Benedict es un lugar designado por el censo ubicado en el condado de Kossuth en el estado estadounidense de Iowa. En el Censo de 2010 tenía una población de 39 habitantes y una densidad poblacional de 19,63 personas por km².

## Geografía
St. Benedict se encuentra ubicado en las coordenadas 43°2′38″N 94°3′39″O / 43.04389, -94.06083. Según la Oficina del Censo de los Estados Unidos, St. Benedict tiene una superficie total de 1.99 km², de la cual 1.99 km² corresponden a tierra firme y (0%) 0 km² es agua.

## Demografía
Según el censo de 2010, había 39 personas residiendo en St. Benedict. La densidad de población era de 19,63 hab./km². De los 39 habitantes, St. Benedict estaba compuesto por el 100% blancos, el 0% eran afroamericanos, el 0% eran amerindios, el 0% eran asiáticos, el 0% eran isleños del Pacífico, el 0% eran de otras razas y el 0% pertenecían a dos o más razas. Del total de la población el 0% eran hispanos o latinos de cualquier raza.